# Galinka Ehrenfest

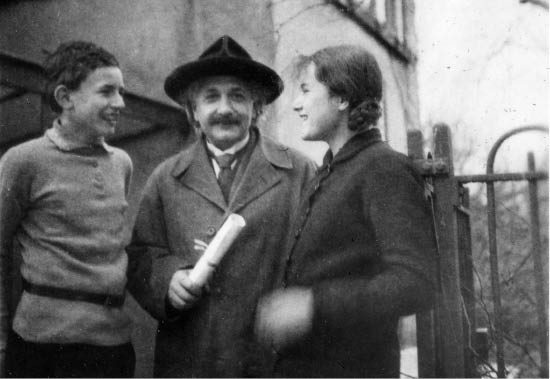
Galinka Ehrenfest (rechts) met haar broer Paul jr. en Albert Einstein (midden), rond 1930

Anna Galinka Ehrenfest (Kanuka (Estland), 23 juli 1910 – Gronsveld, 12 augustus 1979) was een Nederlands schrijfster en illustrator van kinderboeken en ontwerper van kinderspellen. Zij werd  in 1922 genaturaliseerd tot Nederlander.

## Biografie

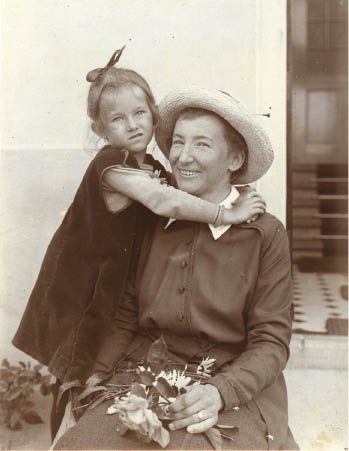
Galinka met haar moeder in 1916

Galinka Ehrenfest was de tweede dochter van de Oostenrijks/Nederlandse fysicus Paul Ehrenfest en de in Rusland geboren wiskundige Tatiana Afanassjewa. Zij had een vijf jaar oudere zus, Tatjana Pavlovna Ehrenfest (Wenen, 1905), en kreeg later nog twee jongere broers: Paul jr. (Leiden, 1915 - 1939) en Wassili/Wassik (Leiden, 1918 - 1933), die werd geboren met het syndroom van Down.
Omdat haar vader in 1912 aan de Universiteit Leiden benoemd werd als hoogleraar wis- en natuurkunde en opvolger van de wereldberoemde Hendrik Lorentz verhuisde het gezin in dat jaar naar Leiden. Eerst kwamen zij te wonen in de Groenhovenstraat, maar kort voor het uitbreken van de Eerste Wereldoorlog verhuisden zij naar een door haar moeder zelf ontworpen huis in de Witte Rozenstraat. Dat huis is er nog steeds en staat bekend als het Ehrenfesthuis, een rijksmonument.
Ehrenfests kinder- en jeugdjaren speelden zich voornamelijk af in Leiden. Zij tekende veel en kreeg ook les in schilderen  van de in Noordwijk wonende beeldend kunstenaar Oswald Wenckebach. Omdat zij het liefst met kinderen wilde werken volgde zij in den Haag een tweejarige opleiding tot kleuterleidster.
In 1915 kwam op initiatief van de kinderarts Herman Gorter een kinderkliniek tot stand, als afzonderlijke afdeling van het Academisch Ziekenhuis Leiden. In 1917 werd Gorter de eerste lector en in 1923 de eerste hoogleraar kindergeneeskunde in Leiden. Via contacten tussen de collega's Ehrenfest en Gorter krijgt Galinka Ehrenfest de gelegenheid in de kinderkliniek te werken met een prelinguaal doof kind. Zij bereikt met dat kind resultaten in het leren lezen die professor Gorter zodanig verbazen dat hij haar twee jaar later een betaalde functie aanbiedt in zijn kliniek. Eerst gaat zij nog met haar vader mee naar een Duitse kinderkliniek in Jena waar haar verstandelijk ernstig gehandicapte broertje Wassili dan is opgenomen. Galinka Ehrenfest maakt zich in een paar weken in die kliniek geliefd bij de patiëntjes en de medewerkers. Terug in Leiden gaat zij aan het werk in de nieuwe kinderkliniek en doet er ervaringen op die bepalend zullen worden voor haar loopbaan als gedreven ontwerper van geïllustreerde kinderboeken en kinderspelen. Zij wordt zich bij het werken met kinderen in die Leidse kliniek voor het eerst bewust hoe weinig ervaring kinderen kunnen hebben met leerzame en leuke geïllustreerde kinderboeken en -spelen, in het bijzonder de kinderen uit de armere gedeelten van de stad en de omliggende dorpen en boerderijen. Zulke boeken en spelen te gaan maken voor een groot publiek van kinderen en tegen lage prijzen werd een roeping voor haar.
In 1933 pleegde haar depressieve vader zelfmoord, en schoot bij die wanhoopsdaad ook Wassily dood. 
In 1935 schreef zij zich in als leerling van de Nieuwe Kunstschool te Amsterdam, een school waarvan de oprichters en docenten de uitgangspunten van de Bauhaus-stroming wilden volgen. Die principes waren Galinka Ehrenfest op het lijf geschreven. Op die school leerde zij haar latere echtgenoot kennen, de Joodse Jacob of Jaap Kloot (ook geschreven als Kloots) (1916-1943).
Haar broer Paul kwam in 1939 om het leven door een lawine tijdens het skiën in de Franse Alpen. 
Kloot en Ehrenfest zetten samen de handelsonderneming Corunda op, onder welke naam zij er tijdens de Tweede Wereldoorlog in slaagden tal van prenten, boeken en spellen te produceren. Tussen 1941 en 1944 verschenen er zeventien kinderboeken en kinderspellen onder het pseudoniem El Pintor. Via de boekhandel werden daarvan duizenden exemplaren verkocht. Ook maakten zij die boeken en spelen in het Duits waarvan er nota bene zesduizend in Duitsland werden verkocht. De handel van Corunda liep zo goed dat zij van de verdiensten behalve zichzelf ook (andere) ondergedoken joodse gezinnen financieel konden bijstaan.
In 1943 werden Jaap Kloot en Galinka Ehrenfest opgepakt. Kloot werd in 1943 in vernietigingskamp Sobibór vermoord. Galinka Ehrenfest, die hoogzwanger was, werd een week lang verhoord. Ze vertelde een schijnverhaal, waarop ze werd vrijgelaten. Ze overleefde de oorlog. Tot in 1946 ging zij door met het maken van prentenboekjes van El Pintor, eerst met hulp van de schrijver Godfried Bomans, daarna  met de hulp van de schrijver Jef Last. Er zijn zeventien El Pintor-boekjes verschenen. Op 23 mei 1949 hertrouwde ze met Hendrik van Bommel.
Galinka Ehrenfest stierf in 1979 in het Limburgse dorp Gronsveld.

## Tentoonstelling 2019
In de zomer van 2019 werd in het kindermuseum van het Amsterdams verzetsmuseum een tentoonstelling gehouden "voor kinderen van 4 tot 10" van de kinderboeken en spelletjes die zij tijdens de onderduik, met hulp haar man Jaap Kloots, heeft geschreven en geïllustreerd. Bij die gelegenheid verscheen ook een  geïllustreerde biografie over haar en Jaap Kloots producties onder de titel Galinka Ehrenfest & El Pintor: "Vraag Einstein of hij mijn viool meeneemt".